# Yoshi's Crafted World
Yoshi's Crafted World est un jeu vidéo de plates-formes à défilement horizontal, développé par Good-Feel et édité par Nintendo. Il est sorti le 29 mars 2019 sur Nintendo Switch.
Il est dévoilé lors de l'E3 2017.

## Trame
Sur l'Île des Yoshis, il existe un objet capable de réaliser les souhaits: le Soleil aux rêves. Mais Kamek et Bébé Bowser apprennent son existence, et essayent de le capturer. À la suite d'un gros remue-ménage, le Soleil explose et ses gemmes sont dispersées aux quatre coins d'une île voisine. Pour éviter la catastrophe, un Yoshi est envoyé à la recherche des gemmes.